# Marathon féminin aux championnats du monde d'athlétisme 2017
Pour un article plus général, voir Championnats du monde d'athlétisme 2017.
Navigation
Pékin 2015 Doha 2019
L'épreuve du marathon féminin des championnats du monde de 2017 se déroule le 6 août 2017 dans les rues de Londres, au Royaume-Uni. Elle est remportée par la Bahreïnienne Rose Chelimo

## Critères de qualification
Pour se qualifier pour les championnats, il faut avoir réalisé 2 h 45 min 0 s ou moins entre le 1er janvier 2016 et le 23 juillet 2017.

## Résultats
| Rang               | Nom                       | Nationalité        | Temps           | Notes |
| ------------------ | ------------------------- | ------------------ | --------------- | ----- |
| Médaille d'or      | Rose Chelimo              | Bahreïn            | 2 h 27 min 11 s | SB    |
| Médaille d'argent  | Edna Ngeringwony Kiplagat | Kenya              | 2 h 27 min 18 s | SB    |
| Médaille de bronze | Amy Cragg                 | États-Unis         | 2 h 27 min 18 s | SB    |
| 4                  | Flomena Cheyech Daniel    | Kenya              | 2 h 27 min 21 s |       |
| 5                  | Shure Demise              | Éthiopie           | 2 h 27 min 58 s |       |
| 6                  | Eunice Kirwa              | Bahreïn            | 2 h 28 min 17 s |       |
| 7                  | Helah Kiprop              | Kenya              | 2 h 28 min 19 s |       |
| 8                  | Mare Dibaba               | Éthiopie           | 2 h 28 min 49 s | SB    |
| 9                  | Jessica Trengove          | Australie          | 2 h 28 min 59 s |       |
| 10                 | Berhane Dibaba            | Éthiopie           | 2 h 29 min 01 s |       |
| 11                 | Serena Burla              | États-Unis         | 2 h 29 min 32 s |       |
| 12                 | Aselefech Mergia          | Éthiopie           | 2 h 29 min 43 s |       |
| 13                 | Charlotte Purdue          | Royaume-Uni        | 2 h 29 min 48 s |       |
| 14                 | Eva Vrabcová-Nývltová     | République tchèque | 2 h 29 min 56 s | PB    |
| 15                 | Kim Hye-gyong             | Corée du Nord      | 2 h 30 min 29 s | SB    |
| 16                 | Mao Kiyota                | Japon              | 2 h 31 min 31 s |       |
| 17                 | Yuka Ando                 | Japon              | 2 h 31 min 36 s |       |
| 18                 | Alyson Dixon              | Royaume-Uni        | 2 h 31 min 36 s |       |
| 19                 | Helalia Johannes          | Namibie            | 2 h 32 min 01 s |       |
| 20                 | Sinead Diver              | Australie          | 2 h 33 min 26 s |       |
| 21                 | Marta Esteban             | Espagne            | 2 h 33 min 37 s | SB    |
| 22                 | Fate Tola                 | Allemagne          | 2 h 33 min 39 s |       |
| 23                 | Izabela Trzaskalska       | Pologne            | 2 h 35 min 03 s |       |
| 24                 | Milly Clark               | Australie          | 2 h 35 min 27 s | SB    |
| 25                 | Anne-Mari Hyryläinen      | Finlande           | 2 h 35 min 33 s |       |
| 26                 | Inés Melchor              | Pérou              | 2 h 35 min 34 s |       |
| 27                 | Risa Shigetomo            | Japon              | 2 h 36 min 03 s |       |
| 28                 | Filomena Costa            | Portugal           | 2 h 36 min 42 s | SB    |
| 29                 | Un-Ok Jo                  | Corée du Nord      | 2 h 36 min 46 s |       |
| 30                 | Beata Naigambo            | Namibie            | 2 h 37 min 24 s | SB    |
| 31                 | Ilona Marhele             | Royaume-Uni        | 2 h 37 min 40 s | PB    |
| 32                 | Rosa Chacha               | Équateur           | 2 h 37 min 50 s |       |
| 33                 | Claire McCarthy           | Irlande            | 2 h 38 min 26 s | SB    |
| 34                 | Kyunghee Lim              | Corée du Sud       | 2 h 38 min 38 s |       |
| 35                 | Dagmara Handzlik          | Chypre             | 2 h 38 min 52 s | NR    |
| 36                 | Katarzyna Kowalska        | Pologne            | 2 h 39 min 39 s |       |
| 37                 | Lindsay Flanagan          | États-Unis         | 2 h 39 min 47 s | SB    |
| 38                 | Seongeun Kim              | Corée du Sud       | 2 h 39 min 52 s |       |
| 39                 | Katharina Heinig          | Allemagne          | 2 h 39 min 59 s | SB    |
| 40                 | Mapaseka Makhanya         | Afrique du Sud     | 2 h 40 min 15 s | SB    |
| 41                 | Lornah Chemtai Korlima    | Israël             | 2 h 40 min 22 s | SB    |
| 42                 | Viktoriia Poliudina       | Kirghizistan       | 2 h 40 min 28 s | PB    |
| 43                 | Tracy Barlow              | Royaume-Uni        | 2 h 41 min 03 s |       |
| 44                 | Darya Mykhaylova          | Ukraine            | 2 h 41 min 29 s |       |
| 45                 | Vaida Žūsinaitė           | Lituanie           | 2 h 41 min 44 s | SB    |
| 46                 | Paula González Berodia    | Espagne            | 2 h 42 min 47 s |       |
| 47                 | Rutendo Joan Nyahora      | Zimbabwe           | 2 h 42 min 53 s | SB    |
| 48                 | Tetyana Vernyhor          | Ukraine            | 2 h 43 min 12 s |       |
| 49                 | Wilma Arizapana           | Pérou              | 2 h 43 min 13 s |       |
| 50                 | Lavinia Haitope           | Namibie            | 2 h 44 min 02 s |       |
| 51                 | Tarah Korir               | Canada             | 2 h 44 min 30 s | SB    |
| 52                 | Khishigsaikhan Galbadrakh | Mongolie           | 2 h 44 min 48 s |       |
| 53                 | Anita Kažemāka            | Lettonie           | 2 h 44 min 49 s | SB    |
| 54                 | Kyungsun Choi             | Corée du Sud       | 2 h 45 min 46 s |       |
| 55                 | Dailín Belmonte           | Cuba               | 2 h 46 min 15 s | SB    |
| 56                 | Sara Ramadhani            | Tanzanie           | 2 h 46 min 23 s |       |
| 57                 | Bojana Bjeljac            | Croatie            | 2 h 46 min 46 s |       |
| 58                 | Munkhzaya Bayartsogt      | Mongolie           | 2 h 46 min 59 s |       |
| 59                 | Jenna Leigh Challenor     | Afrique du Sud     | 2 h 47 min 22 s | SB    |
| 60                 | Lisa Ring                 | Suède              | 2 h 48 min 39 s |       |
| 61                 | Carmen Toaquiza           | Équateur           | 2 h 48 min 45 s |       |
| 62                 | Rosa Godoy                | Argentine          | 2 h 49 min 30 s | SB    |
| 63                 | Maor Tiyouri              | Israël             | 2 h 49 min 45 s | SB    |
| 64                 | Monica Athare             | Inde               | 2 h 49 min 54 s |       |
| 65                 | Lu Qinghong               | Chine              | 2 h 52 min 21 s | SB    |
| 66                 | Iuliia Andreeva           | Kirghizistan       | 2 h 53 min 17 s | SB    |
| 67                 | liliana Maria Dragomir    | Roumanie           | 2 h 53 min 30 s |       |
| 68                 | Mayada Sayyad             | Palestine          | 2 h 54 min 58 s | SB    |
| 69                 | Matea Matosevic           | Croatie            | 2 h 55 min 06 s | SB    |
| 70                 | Dayna Pidhoresky          | Canada             | 2 h 56 min 15 s |       |
| 71                 | Gloria Privileggio        | Grèce              | 2 h 57 min 06 s |       |
| 72                 | Angela Brito              | Équateur           | 2 h 58 min 21 s |       |
| 73                 | Yelena Nanaziashvili      | Kazakhstan         | 2 h 58 min 32 s |       |
| 74                 | Fortunate Chidzivo        | Zimbabwe           | 2 h 58 min 51 s | SB    |
| 75                 | Teodora Simovic           | Serbie             | 2 h 59 min 01 s |       |
| 76                 | Nikolina Stepan           | Croatie            | 2 h 59 min 43 s |       |
| 77                 | Maria Grazzia Bianchi     | Venezuela          | 3 h 04 min 11 s |       |
| 78                 | Marisa Casanueva          | Espagne            | 3 h 05 min 03 s |       |
|                    | Kenza Dahmani Tifahi      | Algérie            | DNF             |       |
|                    | Cao Mojie                 | Chine              | DNF             |       |
|                    | Hye-Song Kim              | Corée du Nord      | DNF             |       |
|                    | Ouranía Reboúli           | Grèce              | DNF             |       |
|                    | Catarina Ribeiro          | Portugal           | DNF             |       |
|                    | Paula-Claudia Todoran     | Roumanie           | DNF             |       |
|                    | Hiruni Kesara Wijavaratne | Sri Lanka          | DNF             |       |
|                    | Louise Wiker              | Suède              | DNF             |       |
|                    | Chien-Ho Hsieh            | Taïwan             | DNF             |       |
|                    | Magdalena Shauri          | Tanzanie           | DNF             |       |
|                    | Fadime Çelik              | Turquie            | DNF             |       |
|                    | Viktoriya Khapilina       | Ukraine            | DNF             |       |
|                    | Yolymar Pineda            | Venezuela          | DNF             |       |
|                    | Yelena Dolinin            | Israël             | DNS             |       |

## Légende
Records et Performances
- AR : Record continental (area record)
- CR : Record des championnats (championship record)
- MR : Record du meeting (meet record)
- NR : Record national (national record)
- OR : Record olympique (olympic record)
- PR : Record paralympique (paralympic record)
- PB : Record personnel (personal best)
- SB : Meilleure performance personnelle de la saison (season's best)
- WL : Meilleure performance mondiale de l'année (world leader)
- WJR : Record du monde junior (world junior record)
- WR : Record du monde (world record)

Circonstances et Conditions
- DNF : N'a pas terminé (did not finish)
- DNS : N'a pas pris le départ (did not start)
- DQ : Disqualification (disqualification)
- NM : Aucun essai valable enregistré (No Mark)
- Q : Qualifié « directement » au prochain tour (ou à la prochaine compétition), lors d'une compétition majeure, grâce au classement ou à la réalisation des minima (automatic qualifier)
- q : Qualifié au prochain tour (ou à la prochaine compétition), lors d'une compétition majeure, grâce au repêchage ou à la réalisation de l'une des meilleures performances parmi celles des « non qualifiés directement » (grâce au meilleur temps ou à la meilleure distance par exemple) (secondary qualifier)